# Combat de Campo Maior
Pour les articles homonymes, voir Campo Maior.
Guerre d'indépendance espagnole
Batailles
- Olivença (01-1811)
- Gebora (02-1811)
- Campo Maior (03-1811)
- 1re Badajoz (04-1811)
- Fuentes de Oñoro (05-1811)
- Albuera (05-1811)
- Usagre (05-1811)
- Cogorderos (06-1811)
- Carpio (09-1811)
- El Bodón (09-1811)
- Aldeia da Ponte (09-1811)
- Arroyomolinos (10-1811)
- Tarifa (12-1811)
- Navas de Membrillo
- Almagro (01-1812)
- 2e Ciudad Rodrigo (01-1812)
- 2e Badajoz (03-1812)
- Villagarcia (04-1812)
- Almaraz (05-1812)
- Maguilla (06-1812)
- Arapiles (07-1812)
- García Hernández (07-1812)
- Majadahonda (08-1812)
- Retiro (08-1812)
- Madrid (08-1812)
- Burgos (09-1812)
- Villodrigo (10-1812)
- Tordesillas (10-1812)
- Alba de Tormes (11-1812) (es)
- San Muñoz (11-1812)

Le combat de Campo Maior se déroule le 25 mars 1811 à Campo Maior, au Portugal, au cours de la guerre d'indépendance espagnole. Il oppose la cavalerie anglo-portugaise du brigadier-général Robert Ballard Long à un contingent français commandé par le général Victor de Faÿ de La Tour-Maubourg. Après avoir remporté un succès initial, plusieurs escadrons alliés se lancent à la poursuite des Français et s'emparent d'un convoi d'artillerie. Cependant, le général Beresford, trompé par un rapport erroné l'informant de la capture du 13e dragons légers, interrompt l'engagement, ce qui permet aux Français de récupérer les canons et d'atteindre Badajoz sans être inquiétés.

## Contexte
Au cours de l'hiver 1810-1811, au Portugal, l'armée française du maréchal Masséna piétine devant les lignes de Torres Vedras, tenues par l'armée anglo-portugaise de Lord Wellington. Masséna, manquant de ravitaillement, se retire finalement sur Almeida au mois de mars. Pendant ce temps, plus au sud, le maréchal Soult entreprend le siège de Badajoz, qui capitule le 11 mars. Le 15, 4 500 soldats français du 5e corps, sous les ordres du maréchal Mortier, se présentent sous les murs du château de Campo Maior. La garnison portugaise du major Talaya, forte de 800 miliciens et de 50 canons, résiste jusqu'au 21 mars avant que les tirs des pièces françaises ne rendent l'endroit indéfendable. De son côté, Wellington ordonne au général Beresford de soulager Badajoz avec 18 000 hommes. La place étant entretemps tombée aux mains de Soult, Beresford continue sa progression afin de reprendre la ville.

## Prélude et forces en présence
Mortier détache le général Victor de Faÿ de La Tour-Maubourg pour escorter un convoi d'artillerie de siège de Campo Maior jusqu'à Badajoz. Beresford, informé de ce mouvement, décide d'intercepter ses adversaires, et envoie dans ce but le brigadier-général Robert Ballard Long en avant-garde avec quinze escadrons de cavalerie. Cependant, une partie seulement de cette troupe prend part au combat du 25 mars.

### Ordre de bataille français
Général de division Victor de Faÿ de Latour-Maubourg, commandant en chef — 2 400 hommes
- 100e régiment d'infanterie de ligne — 3 bataillons[4]
- 2e régiment de hussards — 2 escadrons
- 10e régiment de hussards — 2 escadrons
- 26e régiment de dragons, général de brigade Vital Joachim Chamorin — 3 escadrons
- 4e régiment de chasseurs à cheval espagnol Juramentados — 1 escadron
- Artillerie à cheval — 1 demi-batterie

### Ordre de bataille anglo-portugais
Brigadier-général Robert Ballard Long, commandant en chef — 700 hommes, 2 canons
- 13e régiment de dragons légers britannique — 3,5 escadrons
- 1er régiment de cavalerie portugais
- 7e régiment de cavalerie portugais, major Loftus Otway — 2 escadrons
- Artillerie de la King's German Legion, capitaine Cleeves — 2 canons

## Déroulement du combat

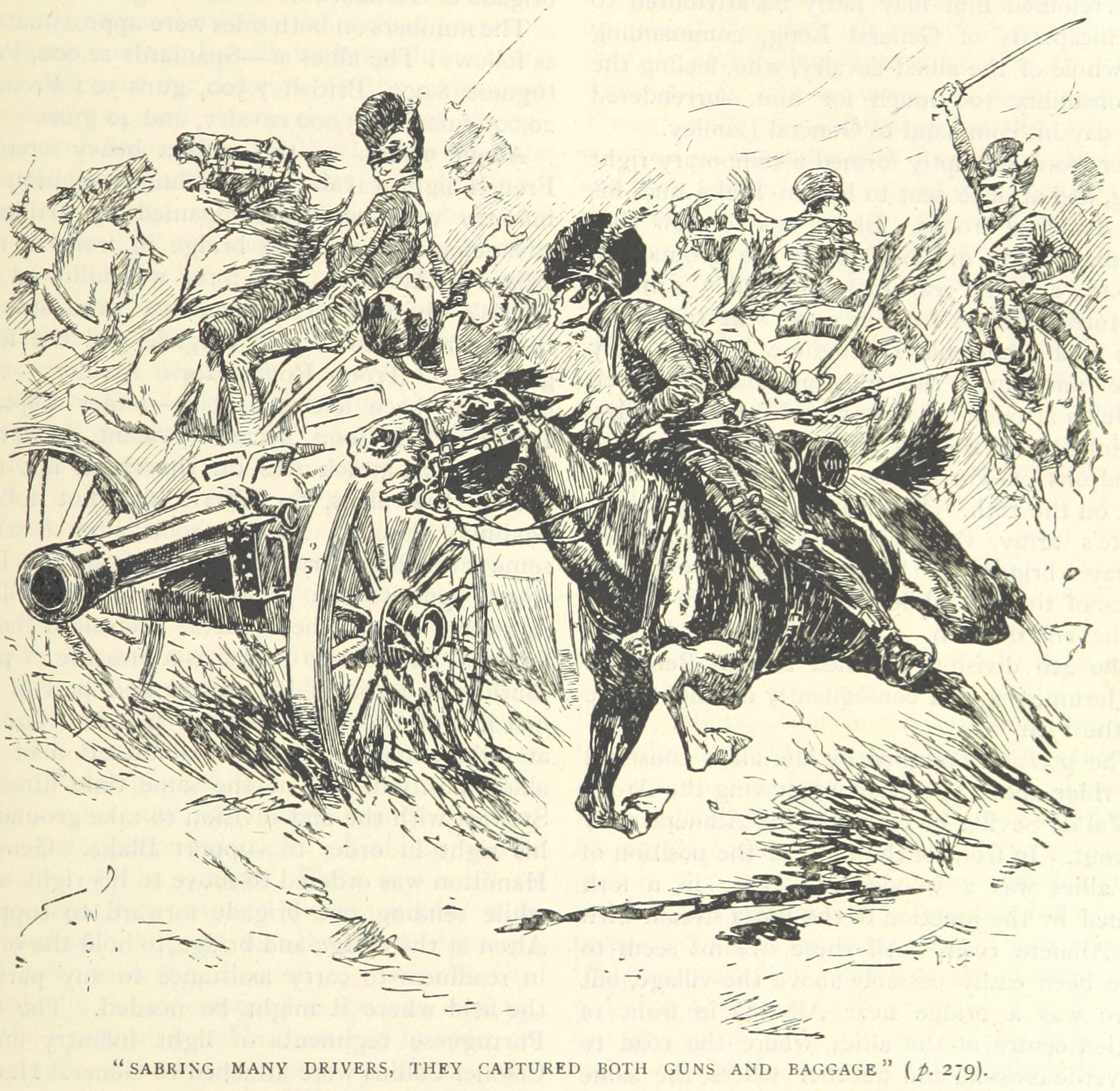
Des cavaliers du 13e dragons légers s'emparant du convoi d'artillerie français au cours du combat de Campo Maior. Illustration de Stanley L. Wood.

Le 25 mars, le général Long lance les deux escadrons du 13e dragons légers contre le 26e dragons, tandis que les Portugais du 7e couvrent leur flanc gauche. Les dragons français sont enfoncés et leur commandant, le général Chamorin, est tué. La cavalerie française, à l'exception de deux escadrons restés en soutien de l'infanterie, est mise en déroute et s'enfuit en direction de Badajoz. Fort de moins de 200 hommes, le 13e dragons légers est ainsi parvenu à balayer les Français deux à trois fois plus nombreux en une seule charge.
Les cavaliers britanniques, suivis par le 7e dragons portugais du major Otway, se lancent à la poursuite des vaincus ; ils tombent sur le convoi de siège, s'en emparent et continuent leur progression sur une dizaine de kilomètres. Quelques dragons légers atteignent même les retranchements de Badajoz mais sont repoussés par le feu de la garnison : au même moment, la cavalerie française fait une sortie pour chasser les Anglo-Portugais. Cependant, plus en arrière, deux canons de la King's German Legion sont mis en batterie et commencent à tirer sur la colonne française. La cavalerie lourde britannique est prête à intervenir, tandis que de l'infanterie arrive sur le terrain pour prêter main-forte,.
C'est alors que le général Beresford reçoit un rapport erroné indiquant que le 13e dragons a été capturé dans son intégralité, ce qui l'incite à interrompre l'engagement,. La décision de Beresford de cesser les combats, quand il semble être en mesure d'anéantir les troupes françaises, est prise par ses détracteurs comme un manque de perspicacité similaire à son attitude quelques mois plus tard à la bataille d'Albuera. Les Alliés ayant suspendu leurs attaques, l'infanterie française reprend sa route et, avec l'aide de la cavalerie à présent ralliée, inflige des pertes aux dragons adverses revenant de leur charge. Elle récupère aisément le convoi d'artillerie, qu'elle escorte ensuite dans Badajoz sans être inquiétée. Les cavaliers anglo-portugais conservent toutefois un obusier,.

## Résultats

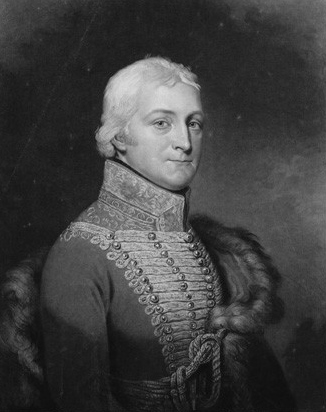
Le brigadier-général Robert Ballard Long. Mezzotinte, 1827.

D'après Digby Smith, sur 2 400 soldats engagés, les Français ont perdu 200 hommes, dont 108 du 26e dragons — parmi lesquelles le général Chamorin, tué au début du combat —, et un canon. De leur côté, les Anglo-Portugais totalisent 168 victimes. Le 13e dragons légers compte 10 tués, 27 blessés et 22 capturés. Les régiments portugais ont perdu 14 tués, 40 blessés et 55 capturés. Selon Ronald Brighouse, les pertes sont d'environ 200 hommes pour les Français (dont 116 du 26e dragons) et de 225 tués, blessés ou disparus chez les Anglo-Portugais, le 13e dragons légers déplorant à lui seul 24 tués, 60 blessés et 77 disparus. Après le combat, les Alliés marchent sur Campo Maior et réoccupent la place.
Malgré leur supériorité numérique, les Anglo-Portugais ne poursuivent que timidement La Tour-Maubourg. Une querelle surgit en effet entre Long et Beresford. Le combat de cavalerie de Campo Maior devient une action très controversée. Beresford considère que Long a perdu le contrôle de sa cavalerie légère, et affirme également que son intervention à propos de la brigade de dragons lourds a empêché Long de leur ordonner une charge suicidaire contre les carrés d'infanterie français. Long, soutenu plus tard en cela par l'historien William Napier, soutient au contraire qu'une attaque de la brigade lourde aurait pu balayer les cavaliers français en soutien de leur infanterie, et par conséquent forcer cette dernière à se rendre.
Cette charge incontrôlée du 13e dragons légers à Campo Maior est à mettre en parallèle avec celle du 20e dragons légers à Vimeiro, du 23e à Talavera et de la brigade Slade au combat de Maguilla. Quelques mois plus tard, le 16 mai 1811, Beresford affronte le maréchal Soult à la bataille d'Albuera.

## Conséquences
Wellington, après avoir reçu le rapport de Beresford sur le combat de Campo Maior, adresse une sévère réprimande aux cavaliers du 13e dragons légers : il les qualifie de « racaille », les menacent de leur retirer leurs chevaux et songe à les envoyer à Lisbonne. Les officiers du régiment écrivent alors une lettre à Wellington en détaillant précisément chaque péripétie de l'action. À la suite de cette lettre, Wellington aurait dit que s'il avait connu l'ensemble des faits, il n'aurait jamais émis une telle réprimande. La publication de l'ouvrage History of the War in the Peninsula par William Napier, dans les années 1830, ravive la controverse entourant le combat de Campo Maior, et conduit à une série de pamphlets injurieux entre le neveu de Long et l'historien Napier d'un côté et le général Beresford et ses partisans de l'autre.